# Queso nabulsi
El nabulsi (جبن نابلسي jaban nābulsī) es un queso blanco en salmuera palestino. Su nombre hace referencia a su ciudad de origen, Nablus y es muy popular en Cisjordania y regiones circundantes. En Jordania es junto con el queso Akkawi uno de los más consumidos. Se elabora principalmente de leche de oveja, aunque también se puede usar la de cabra. 
El queso nabulsi es blanco y con forma rectangular. Es semi-duro y sin agujeros. Deviene blando y elástico al calentarse. Tiene un sabor salado, fresco, a queso de leche ovina (o caprina), además de un tradicional aromatizado de mahleb (Prunus mahaleb) y lentisco (Pistacia lentiscus), que se le añaden al hervirlo en la salmuera. Pueda ser consumido fresco como queso de mesa o freído en aceite.
Es un ingrediente importante del postre palestino knafeh.